# David Heel
David Heel (polnisch Dawid Heel; * um 1671; † 1. März 1727 in Krasnystaw, Königreich Polen) war ein deutscher Bildhauer, der in Krakau und Krasnystaw tätig war.

## Leben

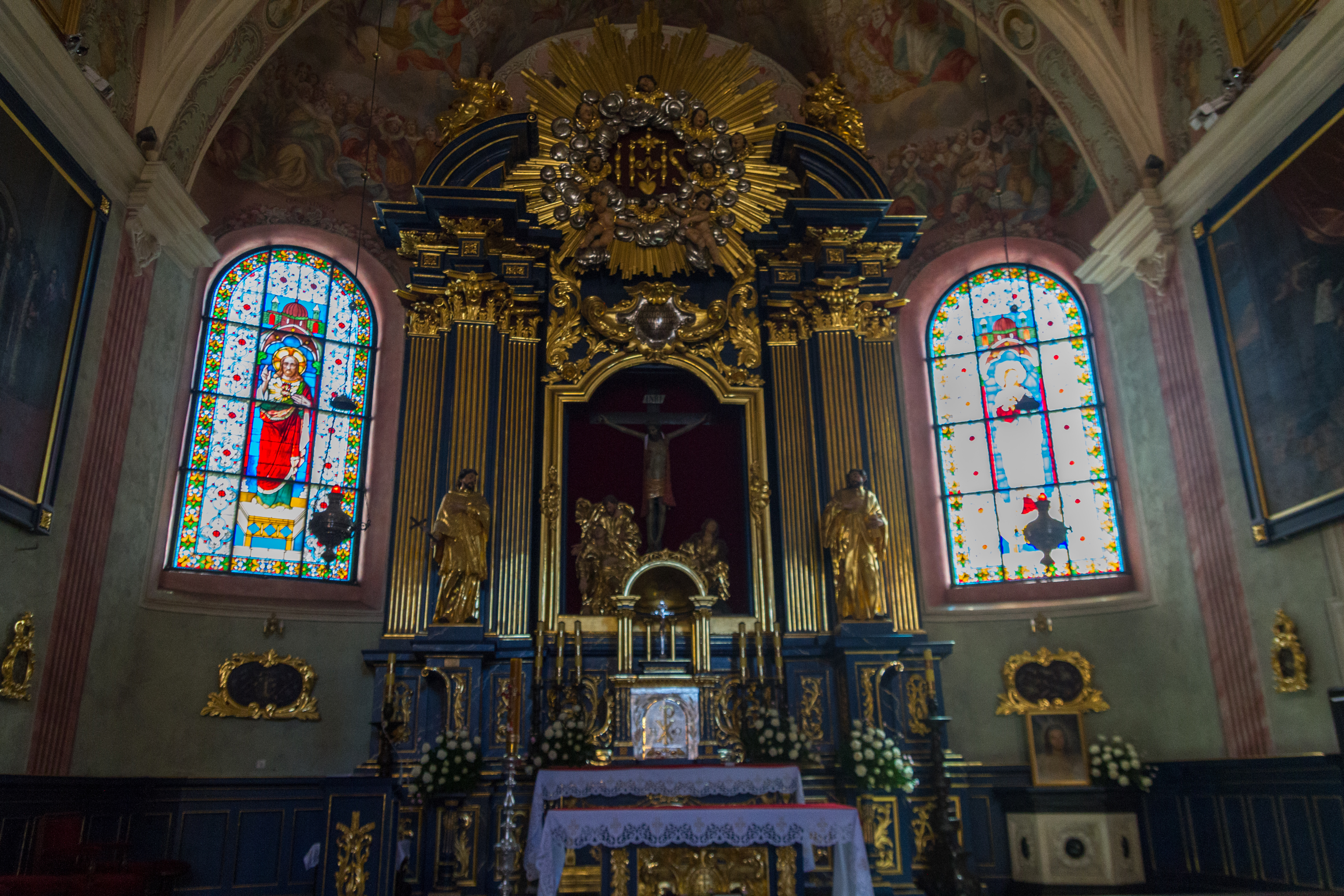
Hauptaltar St. Barbara, Krakau, darin Kruzifix mit Maria, Johannes und Maria Magdalena

Seine Herkunft ist unbekannt. Ob er mit dem Bildhauer Peter Heel (1696–1767) und dem Maler Johann Heel (1685–1749) aus Pfronten in Schwaben verwandt war, ist unbekannt. David Heel arbeitete von 1690 bis 1694 bei Meinrad Guggenbichler in Mondsee im Allgäu.
1719 kam er nach Krakau und wurde dort Jesuit. Zu dieser Zeit war er 48 Jahre alt. Er führte einige Bildhauerarbeiten aus und ging dann nach Krasnystaw, wo er 1727 starb.

## Werk

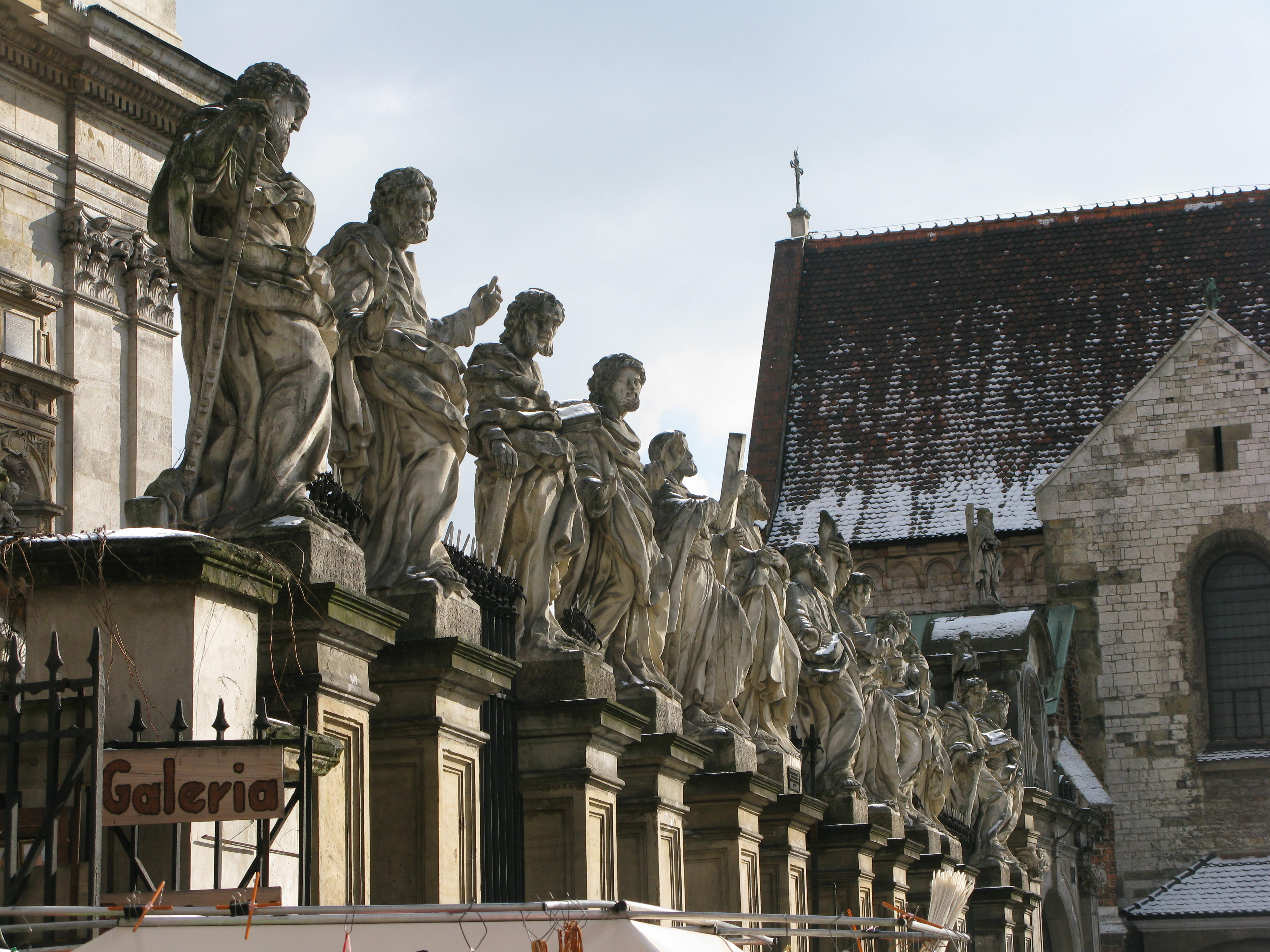
Kopien der zwölf Apostel in Krakau

Von David Heel sind in Polen einige wenige Arbeiten bekannt. Die bekanntesten sind die Steinstatuen der zwölf Apostel vor der Kirche St. Peter und Paul in Krakau, von denen jetzt allerdings nur Kopien aufgestellt sind.
Seine Werke zeigen römische und Prager Einflüsse.
- Jesuitenseminar St. Peter und Paul, Krakau, um 1721/23, Bildhauerarbeiten beim Umbau des Gebäudes
- Jesuitenlehrerhaus St. Barbara, Krakau, 1721/23, Bildhauerarbeiten beim Umbau
- Jesuitenkirche St. Barbara Krakau, um 1721, Holzfiguren von Maria, Johannes und Maria Magdalena am gotischen Kruzifix im Hauptaltar.
- Jesuitenkirche St. Peter und Paul, Krakau, um 1721/23, 12 Apostel, Steinfiguren vor der Kirche; ab 1959 durch Kazimierz Jęczmyk durch Kopien ersetzt; die durch Umwelteinflüsse verwitterten Originale sind geschützt erhalten[1]
- Jesuitenkirche St. Peter und Paul, Krakau, um 1723, vier Heilige an der Kirche (Zuschreibung)
- Jesuitenkirche Krasnystaw, um 1724/27, Bildhauerarbeiten.